# Лёвушкин, Валерий Владимирович
Валерий Владимирович Лёвушкин (род. 17 февраля 1954, Баку, Азербайджанская ССР, СССР) — актёр, режиссёр, художественный руководитель ансамбля «Бим-Бом». Лауреат международных и всероссийских конкурсов. Заслуженный артист РФ (1997).

## Биография
Валерий родился 17 февраля 1954 и вырос в Баку, в семье цирковых артистов.
В 1981 году окончил ГИТИС, факультет режиссеров эстрады. Работал артистом цирка, эстрады и ТВ.
В 1978-1984 годы был постоянным участником образовательной телевизионной программы «АБВГДейка» для дошкольников и младших школьников. Формат передачи — уроки в форме игрового спектакля, а в качестве учеников выступали клоуны. В 1978 году состав учеников изменился, осталась лишь прежняя учительница — Татьяна Кирилловна (Татьяна Черняева). Учениками стали цирковые артисты: Ириска (Ирина Асмус), Клёпа (Виталий Довгань), Лёвушкин (Валерий Лёвушкин) и Юра (Юрий Шамшадинов).
С 1980 года создатель и художественный руководитель ансамбля музыкальной эксцентрики и пародии «БИМ-БОМ».
Более 10 тысяч выступлений за 20 лет.

## Фильмография
- Звёздная ночь в Камергерском (эпизод с ансамблем «Бим-Бом», 1997)
- Что такое Ералаш? (с ансамблем «Бим-Бом», нет в титрах, 1986)
- Спасатель (роль: Паша, музыкант самодеятельного ансамбля, 1980)

## Награды и заслуги
- В 1989, 1991 и 1992 гг. ансамбль был победителем Всероссийской национальной эстрадной премии[10].
- В 1991 г. — «Серебряный приз» на первом международном конкурсе эстрады (Штутгарт, Германия)[11].
- 1997 г. — абсолютные чемпионы первого мирового чемпионата по сценическому искусству, проводимого Всемирной ассоциацией талантов и развлечений совместно с Международной ассоциацией зрелищ (Лос-Анжелес, США) — золотые медали в трех номинациях (танц-вокал, танц-акробат, оригинальный танец)[12].